# 辛方伊什

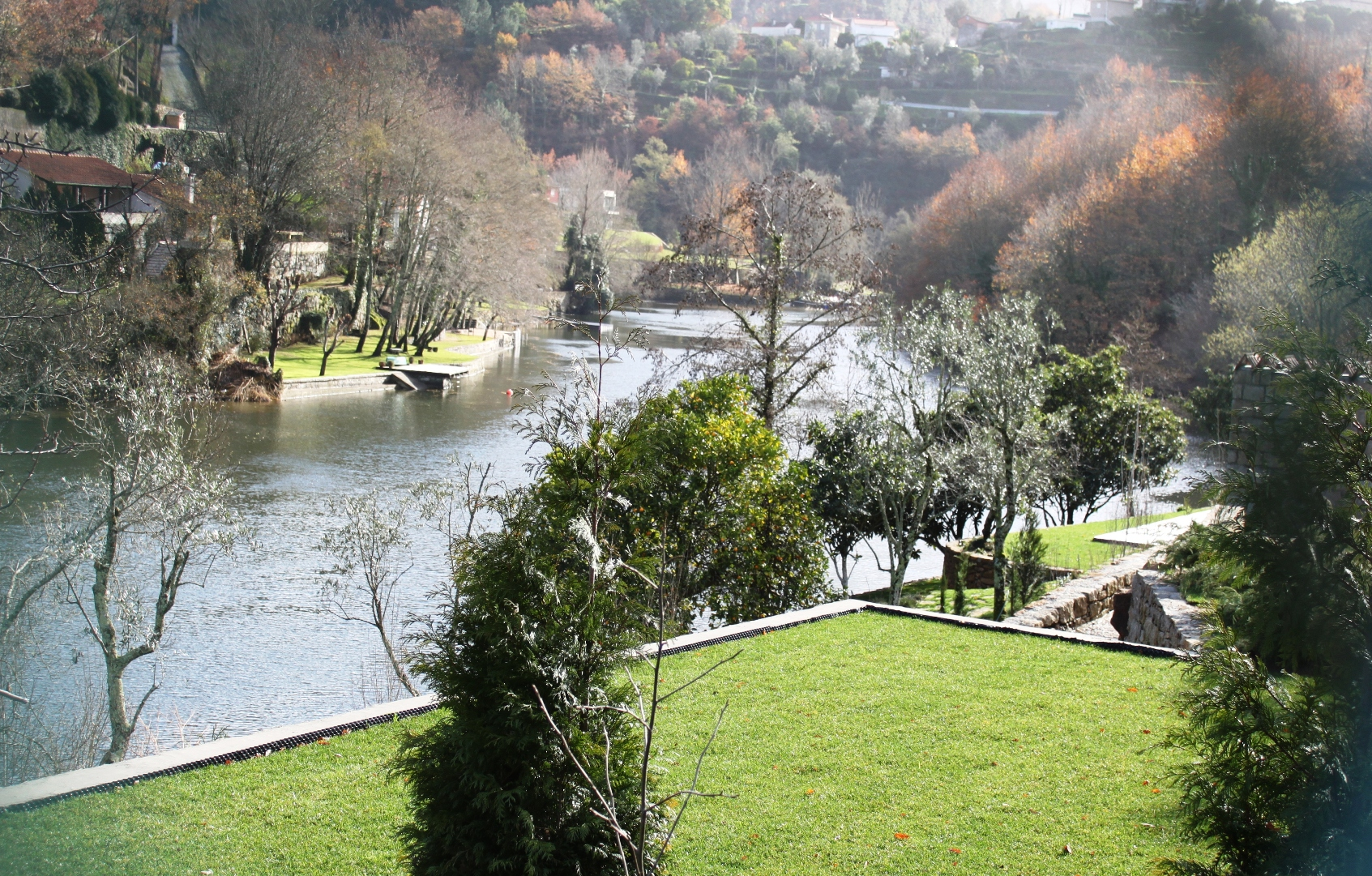

辛方伊什（葡萄牙語：Cinfães），是葡萄牙的城鎮，位於該國中北部，由維塞烏區負責管轄，始建於1513年，面積239.29平方公里，2011年人口20,427，人口密度每平方公里85.37人。
41°6′N 8°8′W / 41.100°N 8.133°W